# 실학박물관
실학박물관은 경기도 남양주시에 있는 박물관이다.

## 연혁
- 2003.03.14 실학현양추진위원회 구성
- 2004.04.14 부지선정 용역 (2004.02.14 ~ 04.14, 서울시립대 산업경영연구소)
- 2004.05.11 남양주 현 위치로 부지선정 (제7차 실학현양추진위원회)
- 2004.06.15 부지선정 등 건립계획 확정
- 2005.05 부지매입 완료 (부지매입비: 19억 원)
- 2005.09.03 혜강 최한기 가문소장 기증 (195점)
- 2005.10.07 현상설계공모작 선정
- 2006.03.17 기본 및 실시설계 완료
- 2006.05.17 기공식
- 2006.05.17 연암 박지원 및 환재 박규수 가문소장 기증 (78점)
- 2006.11.10 지하수 유출로 인한 공사 중지
- 2006.12.22 일본 난학 및 실학 관련 유물 구입 (46점)
- 2007.02.07 동경대 오가와 하루히사 명예교수 소장 (9점)
- 2007.03.22 문화재현상변경 허가사항변경 (기존 층고유지를 위한 층간조정)
- 2007.06.11, 2008.05.21, 2008.08.19 포저 조익 가문소장 위탁 (240점)
- 2007.06.29 일본 국립구주대박물관 소장유물 시볼트 석판화 복제 (4점)
- 2007.10.16 최종 설계변경 완료
- 2007.10.24 잠곡 김육 가문소장 기증 (14점)
- 2007.11.30 전시콘텐츠자문위원회 구성 및 제1차 회의 개최
- 2007.12.10 전시기획 워크샵 진행 (2007.12.10/2007.12.18/2008.2.15 - 총 3회)
- 2008.01.11 건축공사 재개
- 2008.02.15 제2차 전시콘텐츠자문위원회 개최
- 2008.06.30 일본 대표실학자 미우라 바이엔 <현어도> 최초 복원 (1점)
- 2008.08.18 전시업체 계약
- 2008.09.01 개관준비팀 구성(팀장 포함 5명)
- 2008.09.17 전시공사 착공
- 2008.10 개관준비위원회 구성 (위원장 포함 5명)
- 2008.12.18 2008년 구입 유물 (252점)
- 2009.02.27 실학박물관 운영 규정 제정 공표
- 2009.03.09 초대 “안병직” 관장 취임
- 2009.05.18 실학박물관 운영 규정 시행 규칙 공표
- 2009.06.26 건축공사 준공
- 2009.07.31 전시공사 준공
- 2009.08.01 조직 구성 (2팀-학예팀, 행정지원팀)
- 2009.10.23 박물관 개관식 및 개관특별전 – 김육과 대동법
- 2010.03.04 교육프로그램 개시 (어린이, 가족, 청소년, 성인, 교원, 공무원프로그램)
- 2012.04.27 특별전 다산, 한강가의 삶과 꿈 개최
- 2012.11.03 특별전 순암 안정복, 우리역사 이야기 동사강목 개최
- 2013.04.26 특별전 <새로 여는 하는 땅, 세계 성호이익의 실학> 개최
- 2013.11.20 특별전 <달에 간 실학 토끼> 개최
- 2014.06.24 특별전 <유배지의 제자들-다산학단> 개최
- 2014.11.21 특별전 <달력, 시간의 자취> 개최
- 2015.05.29 특별전 <북학파의 꿈> 개최
- 2015.12.22 특별전 <실학, 별의 공부에 빠지다 "공부는 왜 어떻게 하는가"> 개최
- 2016.05.23 특별전 <경기 청백리 - 문文청淸렴廉검儉신信> 개최
- 2016.10.17 특별전 <하피첩의 귀향> 개최
- 2017.04.17 특별전 <여성, 실학과 통하다> 개최
- 2017.09.02 특별전 <홍대용 2017- 경계없는 사유> 개최
- 2017.12.07 실학예술소풍 손글씨 전시회 < 꿈 이즈 커밍 쑨> 개최
- 2018.04.16 특별전 <정약용, 열수에 돌아오다> 개최
- 2018.08.01 여름방학 기획전 <열하일기, 박지원이 본 세상> 개최
- 2018.09.14 시가 그림이 된 시의도전 <다산의 꿈 함께 그리다> 개최
- 2018.10.23 특별전 <택리지, 삶을 모아 팔도를 잇다> 개최

## 시설 현황
대지면적 4,075,57m²
건축면적 2,038,05m²
연면적 2,993,83m²
1층 기획전시실/ 로비
2층 상설전시실 1,2,3

## 관람 안내
관람요금 무료
관람시간
- 1월 ~ 6월/ 9월 ~ 12월: 화요일 ~ 일요일 10:00 ~ 18:00
- 7월 ~ 8월: 매일 10:00 ~ 19:00

휴관일
- 매주 월요일 (단, 월요일이 공휴일인 경우 제외)
- 매년 1월 1일
- 추석당일